# Parish of Saint Mary (parish i Jamaica)
Parish of Saint Mary är en parish i Jamaica. Den ligger i den östra delen av landet, 40 km norr om huvudstaden Kingston. Antalet invånare är 111 377. Arean är 610 kvadratkilometer. Parish of Saint Mary ligger på ön Jamaica.
Terrängen i Parish of Saint Mary är varierad.
Följande samhällen finns i Parish of Saint Mary:
- Port Maria
- Annotto Bay
- Oracabessa
- Gayle
- Islington
- Richmond
- Lucky Hill